# Пили (дим)
Пи́ли (греч. Δήμος Πύλης — «Врата») — община (дим) в Греции. Входит в периферийную единицу Трикала в периферии Фессалия. Население 14 343 человек по переписи 2011 года. Площадь общины — 748,938 квадратного километра. Плотность — 19,15 человека на квадратный километр. Административный центр — Пили. Димархом на местных выборах в 2014 году избран и в 2019 году переизбран Констандинос Маравас (Κωνσταντίνος Μαράβας).
Топоним Пили (Πύλη) означает «Врата» и связан с географическим положением города Пили у естественного прохода между горами Итамос-Орос и Керкетион (Козиакас).
Сообщество Порта-Пазар (Κοινότητα Πόρτα Παζάρ) создано в 1912 году (ΦΕΚ 261Α), в 1928 году (ΦΕΚ 81Α) переименовано в Пили (Κοινότητα Πύλης). Община Пили создана в 1946 году (ΦΕΚ 290Α), в 1997 году (ΦΕΚ 244Α) к общине добавлен ряд населённых пунктов, в 2010 году (ΦΕΚ 87Α) по программе «Калликратис» к общине присоединены населённые пункты упразднённых общин Гомфи, Пинд, Пьялия и Эфикия, а также сообществ Мирофилон и Нераида.
Община (дим) Пили делится на семь общинных единиц.